# Деніел Олівер
Деніел Олівер (англ. Daniel Oliver, 6 лютого 1830 — 21 грудня 1916) — англійський ботанік.
З 1853 року член Ліннеївського товариства, у 1893 році нагороджений медаллю Ліннея. У 1863 році він був обраний членом Королівського товариства, у 1884 році був нагороджений Королівської медаллю з формулюванням «За дослідження систематики рослин та великий внесок у ботанічну таксономію»Англ..

## Біографія
Народився 6 лютого 1830 у сім'ї квакерів Джейн та Ендрю Олівер.
З 1858 року він почав працювати у Королівських ботанічних садах в К'ю. Був бібліотекарем у гербарії у 1860—1890 роках та хранителем бібліотеки і гербарію у 1864—1890 роках. Деніел Олівер був також професором ботаніки в Університетському коледжі Лондона у 1861—1888 роках.
У 1864 році, працюючи в Університетському коледжі, він опублікував книгу «Lessons in elementary botany: the part of systematic botany based upon material left in manuscript by the late Professor Henslow». Ця книга перевидавалася принаймні до 1891 року, друга її редакція вийшла у 1869 році, третя — у 1878 році.
Олівер брав участь у роботі над кількома томами «Hooker's Icones Plantarum» у 1890—1895 роках.

## Наукові праці
- «Flora of tropical Africa», Vol.1 1868; Vol.2 1871; Vol.3 1877
- «Lessons in Elementary Botany», 1888
- «First book of Indian botany», 1907